# Surrey Scorchers
Le Surrey Scorchers est un club franchisé anglais de basket-ball situé à Guildford et appartenant à la British Basketball League

## Historique
Le Heat joue ses matches à domicile au Guildford Spectrum et a été formé en 2005 par des fans de l'ancienne équipe de BBL les Thames Valley Tigers, disparue la même année.

Logo du Guildford Heat (2005–2012)

## Résultats sportifs

### Palmarès
| Compétitions nationales |
| - British Basketball League : - Champion : 2007. - Vainqueur des playoffs : 2008. - Coupe de la BBL : - Vainqueur : 2007. - Trophée de la BBL : - Vainqueur : 2008. |

## Joueurs et personnalités du club

### Entraîneurs
Le tableau suivant présente la liste des entraîneurs du club depuis 2005.
| Rang | Nom                    | Période     |
| ---- | ---------------------- | ----------- |
| 1    | Paul James             | 2005-2009   |
| 2    | Chad McKnight          | 2009-2010   |
| 3    | Creon Raftopoulos      | 2010-2013   |
| 4    | Jack Majewski          | 2013-2015   |
| 5    | Creon Raftopoulos (en) | 2015-2022   |
| 6    | Lloyd Gardner          | depuis 2022 |

### Joueurs emblématiques
- Ryan Richards